# 天人合一
天人合一，或稱天人合德、“天人相应”，是中国古代的一种哲学思想，儒、道、釋三家均有闡述。其基本思想是人类的生理、伦理、政治等社会现象是自然的直接反映。最早起源于春秋战国时期，汉朝董仲舒引申为天人感应之说，程朱理学引申为天理之说，现在却被人滥用。
中医专著《黄帝内经》主张天人合一，其具体表现为天人相应。《黄帝内经》强调人「与天地相应，与四时相副，人参天地」（《灵枢·刺节真邪》），“人与天地相参也”（《灵枢·岁露》、《灵枢·经水》），“与天地如一”（《素问·脉要精微论》）。认为作为独立于人的精神意识之外的客观存在的“天”与作为具有精神意识主体的“人”有着统一的本原、属性、结构和规律。
天与人归于一个整体，达到物质与精神的统一，即“天人合一”之道。《周易》中提出三层境界：第一层是“天行健，君子以自强不息；地势坤，君子以厚德载物”；第二层是“天地感而万物化生，圣人感人心而天下和平”；第三层是“以立天之道曰阴与阳，立地之道曰柔与刚，立人之道曰仁与义”。一般来说，“天人合一”包含五个方面的内容：天人相应、天人感应、天人相分、天人合德、天人和谐。人生的最高理想，是自觉地达到天人合一之境界，物我本属一体，内外原无判隔。
在道家来看，天是自然，人是自然的一部分，所谓“有人，天也；有天，亦天也。”“天地与我并生，万物与我为一” (《庄子》)。

印度文化裡，偉大經典《奧義書》主旨是梵我合一（Moksha），這乃是深入瑜伽行者所奉行的宗旨，與中國天人合一思想不謀而合。

## 中西方观念比较

### 相同
西方世界之中，古希臘、基督教和伊斯蘭教的「神人合一」思想亦和中國的「天人合一」有相通之處，但本質上仍有一定差異。中國傳統的學說認為：要達至天人合一，必須經過一定的修煉才可以達成；在古希臘，「神人合一」是只有具特殊能力的「法师」（sorcerer）才可以做得到；而基督教認為，凡認罪並接受神獨生子耶穌基督的救贖的人，就蒙耶穌賜權柄，成為上帝的兒女，進入永生，修煉並不能使人達至「天人合一」，人只要跟隨耶穌，就能明白真理，按真理而行；伊斯蘭教的觀點強調信徒要恪守的「好行為」。

### 不同
中国的天人合一观念以求治为主旨，致力于社会现实问题的解决，中心在于人，所涉及的存在结构层次主要有天和人两个层面，天被赋予各种人性，但道家是个例外。中国基本上形成道家和儒家两大传统，两者的相克相生以及其他社会文化因素的影响成为天人合一观念形态演变的动因。
西方的天人合一观念以求智为主旨，主要致力于追问宇宙的最初原因和本原，不关注现实社会的问题，但中世纪又算例外。西方的天人合一观念实质上是以追求绝对确定性（逻辑必然性）为目标的纯粹思辨的产物，基本上形成理性和宗教信仰两大传统，理性传统发端于古希腊，中世纪时曾被宗教信仰传统所阻滞。

## 发展渊源
“天人合一”作为一个完整的词语最早出现在北宋张载的《正蒙·诚明》一文中：“儒者则因明致诚，因诚致明，故天人合一”，提出的背景是当时佛教与儒学的碰撞，直接目的就是用“天人合一”的思想批驳佛教“以人生为虚妄”的命题。但“天人合一”作为一种思想或方法论，实则早已存在，起源亦可追溯到《易经》。《易》指出：“《易》之为书也，广大悉备，有天道焉，人道焉，地道焉。兼三才而两之，故六”。在最初的宇宙鸿蒙状态，天地万物与人有着共同的起源，是统一的整体，随着运动发展，“天”“人”逐渐分离，且人的作用日益凸显。如此，人道源于天道，人性源于天性，社会秩序源于宇宙秩序，人通过遵循天道、发挥天性，在维持宇宙秩序中实现了天道与人道的“合一”。

## 中国古代观念的逻辑梳理
古代“天人合一”的观念可以分三个层面来理解：自然哲学的“合一”以“气”为本，认为天地万物包括人在内是物质的统一体；道德哲学的“合一”以人之心性为基础，“天人合一”是人格魅力和审美的最高境界；而政治哲学的“合一”主要以儒家的“仁道”原则为依据，目的是为统治和社会秩序提供理论支撑。

## 成就
“天人合一”观念源远流长，被看作中国古代哲学的核心价值观之一，内容极其庞杂。古代先民就开始探索大自然的运行规则，崇拜上天，敬畏天地，祭祀祖先。后人从天地自然观到国家治理观，再到格物致知观，天人合一之道成为宇宙万物的本源，是人类社会发展的轨迹和规则。天人合一的思想蕴涵着先贤的聪明才智和深刻的哲理，是探究自然理性和道德理性、自然界和人的精神统一的问题。究天人之际，通古今之变，天人相感，阴阳相和，是古往今来中国思想家和哲学家终身不渝的追求。

## 参看
- 天
- 儒家
- 理学
- 中医
- 道教
- 道家
- 内丹术
- 天人相应
- 知行合一
- 合一亭
- 宏觀與微觀